# Tolland State Forest
Der Tolland State Forest ist einer der staatlichen Parks im US-Bundesstaat Massachusetts, genauer in der Gemeinde Otis im Berkshire County in den südlichen Berkshire Mountains. Die Leitung des knapp 4000 ha großen Parks lag beim Department of Conservation and Recreation, seit 2015 beim Department of Energy and Environmental Affairs. Im Park finden sich Schwarzbären, Truthähne, Elche und Hirsche. Mit dem Ankauf durch den Staat soll der Fragmentierung der Habitate entgegengewirkt werden. 

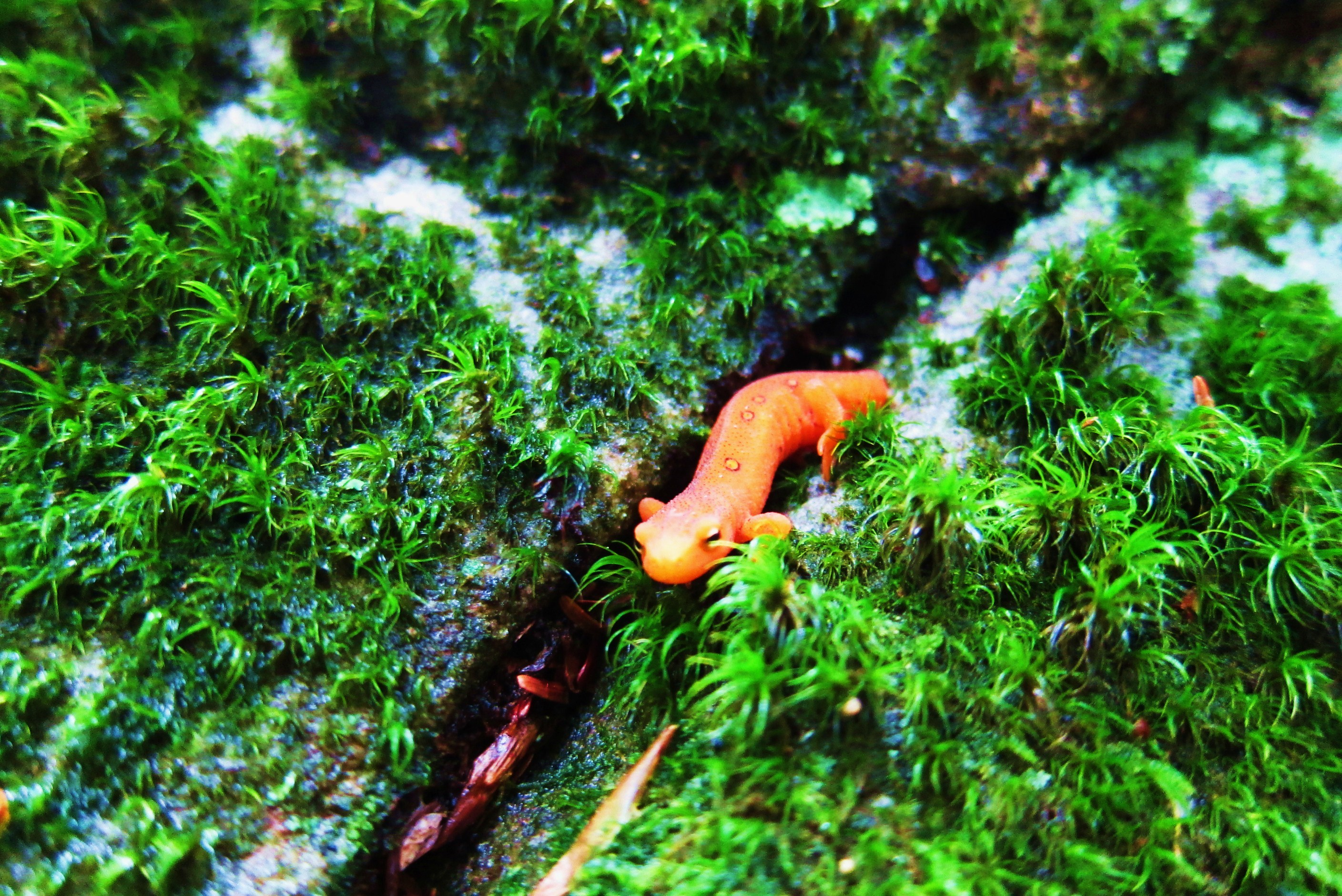
Im Staatswald fotografierter junger Grünlicher Wassermolch

Das Gebiet am Twining Lake schließt knapp einen Kilometer Ufer am Farmington River ein, dazu knapp 2 km am flachen Twining Lake selbst. Es gilt als „Critical Natural Landscape“ und ist der größte, nichtfragmentierte Wald im Bundesstaat Massachusetts.
2011 erwarb der Bundesstaat 843 Acre an der Grenze zum Hampden County. 782 Acre stammen von der Twining Lake Properties Inc., die das Gebiet für 3 Millionen Dollar verkaufte. Ursprünglich sollten hier für knapp 7 Millionen Dollar 200 Baugrundstücke (lots) angeboten werden, der Staat schätzte das Gelände auf einen Wert von höchstens 5 Millionen Dollar. 
Ein Campingplatz mit 90 Plätzen befindet sich auf einer Halbinsel im Otis Reservoir, das das Kernstück des Parks darstellt. Die Massachusetts Division of Fisheries & Wildlife bestückt den See mit Forellen.